# (2374) Vladvysotskij
(2374) Vladvysotskij (1974 QE1) – planetoida z grupy pasa głównego asteroid okrążająca Słońce w ciągu 5,44 lat w średniej odległości 3,09 au. Odkryta 22 sierpnia 1974 roku.